# John Howard (biegacz)
John Armstrong „Army” Howard (ur. 6 października 1888 w Saint Paul, zm. 10 stycznia 1937 w Winnipeg) – kanadyjski lekkoatleta specjalizujący się w biegach sprinterskich, uczestnik igrzysk olimpijskich.
Howard był synem rzeźnika. W młodości pracował jako mechanik samochodowy, jak również grał amatorsko w baseball. Był pierwszym czarnoskórym olimpijczykiem z Kanady, dlatego jego wejście do reprezentacji wywołało wiele kontrowersji. Mimo iż Howard zdecydował się ostatecznie reprezentować kraj, nie pozwolono mu przebywać w tym samym hotelu, co biali Kanadyjczycy czy też jadać z pozostałymi członkami reprezentacji w czasie rejsu do Szwecji. Podczas V Letnich Igrzyskach Olimpijskich w 1912 roku w Sztokholmie, Howard wziął udział w czterech konkurencjach. Na dystansach 100 i 200 metrów dotarł do półfinału. Podobnym wynikiem zakończył się start kanadyjskiej sztafety 4 × 100 metrów, w której Howard biegł na ostatniej zmianie. Start w sztafecie 4 × 400 metrów Kanadyjczycy zakończyli w eliminacjach (Howard biegł na drugiej zmianie).
Po igrzyskach w Sztokholmie Howard służył w Kanadyjskim Korpusie Ekspedycyjnym pod koniec I wojny światowej. W 1920 roku wrócił do Kanady, gdzie pracował na kolei, później zaś zamieszkał w górach i został trenerem bokserskim. W 2004 roku został wpisany do Manitoba Sports Hall of Fame.
Jego wnuk i wnuczka również startowali na igrzyskach olimpijskich. Valerie Jerome startowała w sprintach podczas igrzysk w Rzymie w 1960 roku, zaś Harry Jerome zdobył brązowy medal na dystansie 100 metrów na igrzyskach w Tokio w 1964 roku.

## Rekordy życiowe
- bieg na 100 metrów – 11,0 (1912)
- bieg na 200 metrów - 22,3 (1911)
- bieg na 400 metrów - 52,1 (1914)